# Minh Tuyết
Tran Thi Minh Tuyết ("nieve matutina", en español), más conocida como Minh Tuyết (Saigón, 15 de octubre de 1976), es una cantante pop vietnamita-estadounidense. Trabaja en el espectáculo de variedades París de noche, de la compañía Thúy Nga Paris. Minh Tuyết es conocida en la cultura vietnamita de los Estados Unidos como la Princesa Vietnamita del Pop. Sus canciones más conocidas son "Lang Thang", "Quan Vang Mot Minh" y "Da Khong Yeu Thi Thoi". Sus hermanas Cam Ly y Ha Phuong también son cantantes, y se presenta en compañía de esta última en el mismo espectáculo.

## Discografía

### Tinh Productions

#### Álbumes individuales
- Yêu Nhau Ghét Nhau
- Cho Em Một Ngày
- Mắt Buồn
- Lang Thang
- Bờ Bến Lạ
- Và Em Còn Mãi Yêu Anh
- Trở Về Phố Cũ
- Muộn Màng
- Mãi Là Người Đến Sau
- Sao Anh Ra Đi

## Duetos
- Trái Tim Không Ngủ Yên
- Tình Yêu Muôn Thuở
- Tình Đơn Phương
- Chân Tình

## Mix
- Top Hits with Hạ Vy, Huy Vũ, Johnny Dũng
- Top Hits with Diễm Liên, Thanh Trúc, Hạ Vy, Minh Tuyết
- Liên Khúc Tình 1 with Tú Quyên, Johnny Dũng
- Liên Khúc Tình 2

### Thúy Nga Productions

#### Álbumes individuales
- Làm Sao Anh Biết
- Ngày Xưa Anh Hỡi (TNCD325), 2004
- Đoá Hồng Đẫm Máu (TNCD348), 2005
- Yêu Một Người, TNCD402, 2007
- Yêu Một Người Sống Bên Một Người, DVD
- Đã Không Yêu Thì Thôi - The Best Of Minh Tuyết, DVD
- DVD Minh Tuyết Karaoke: Mơ Những Ngày Nắng Lên
- Đã Không Còn Hối Tiếc (TNCD448), 2009

#### Duetos
- Bởi Vì Anh Yêu Em với Bằng Kiều (TNCD372), 2006